# Charles Gagnon (peintre)
Pour les articles homonymes, voir Charles Gagnon (homonymie) et Gagnon.
Charles Gagnon, né le 23 mai 1934 à Montréal, décédé le 16 avril 2003 à l'âge de 68 ans, un mois avant son 69e anniversaire, est un peintre canadien.

## Biographie
Artiste multidisciplinaire, Gagnon s'adonne à la peinture, à la photographie, au cinéma, au collage et à la sculpture. En 1955, il quitte Montréal pour New York pour suivre des cours à la Parsons The New School for Design et à l'Université de New York. Deux ans plus tard, il obtient un Design Award à la New York School of Interior Design. Influencé par l'expressionnisme abstrait, son œuvre fait appel à des signes, des symboles et des traces parsemées sur ses toiles qui ne sont pas sans rappeler les photographies de murs décrépits. De retour à Montréal en 1960, il crée des collages, des peintures et des boîtes à mi-chemin entre abstraction et figuration. 

## Œuvres
- 1957 : Vol nocturne #2, huile
- 1961 : November, huile
- 1961 : Pique-nique, huile, 112 × 126,9 cm
- 1963 : Painting with green
- 1968 : Autoportrait et tableau

## Expositions

### Solo
- 1959 : Charles Gagnon,  Galerie Artek, Montréal.
- 1978 : Charles Gagnon, Œuvres / Works: 1956-1978, Musée des beaux-arts de Montréal, Montréal.
- 1993 : Charles Gagnon: Recent Works, The Edmonton Art Gallery, Edmonton.
- 1998 : Charles Gagnon: observations, Musée du Québec, Québec.
- 2000 : Charles Gagnon: observations, Musée canadien de la photographie contemporaine, National Gallery of Canada, Ottawa.
- 2001 : Charles Gagnon, une rétrospective, Musée d’art contemporain de Montréal[5].
- 2002 : Charles Gagnon: observations, Musée de L’Élysée, Lausanne, Suisse.
- 2004 : Charles Gagnon, Musée des beaux-arts du Canada, Ottawa.
- 2007 : Charles Gagnon, Question de regards, Musée national des beaux-arts du Québec, Québec.
- 2007 : Charles Gagnon, Galerie Roger Bellemare, 6 octobre au 27 octobre 2007, Montréal[6].
- 2025 : Charles Gagnon, Galeries Roger Bellemare et Christian Lambert, Montréal[5] .

### Collectives
- 1961 : IVe Biennale canadienne, Musée des beaux-arts du Canada, Ottawa.
- 1962 : Festival des deux mondes, Spoleto, Italie.
- 1967 : 300 ans d'art canadien, Musée des beaux-arts du Canada, Ottawa.
- 1968 : Canada - Art d'aujourd'hui, Paris, Rome, Genève, organisé par le Musée des beaux-arts du Canada, Ottawa.
- 1970 : Québec 1948-1970, Terre des Hommes, Pavillon des Arts, Montréal.
- 1977 : La peinture contemporaine canadienne, Centre culturel canadien, Paris.
- 1982 : Le choix de l'oeil - la photographie depuis 1940, Musée d'art contemporain de Montréal, Montréal.
- 1985 : Vingt ans à travers sa collection, Musée d'art contemporain de Montréal, Montréal.
- 1992 : Montréal 1942-1992. L'Anarchie resplendissante de la peinture, Galerie de l'UQAM, Montréal.
- 1996 : L’art québécois de l’estampe: 1945-1990, Musée du Québec, Québec
- 2011 : Cabinet d'Images, Musée national des beaux-arts du Québec, Québec
- 2003 : Confluence. La photographie canadienne contemporaine, Musée canadien de la photographie contemporaine, Ottawa.
- 2013 : Les Plasticiens et les années 1950/60, Musée national des beaux-arts du Québec, Québec.
- 2015 : Passion Privée: L'Art Moderne du Québec de la collection Pierre Lassonde, Musée national des beaux-arts du Québec, Québec.

## Publications
- 2001 : Charles Gagnon, Olivier Asselin, Gilles Godmer & Louis Goyette, Musée d'art contemporain de Montréal, Montréal, 224 p.[7]
- 2025 : Charles Gagnon. The Colour of Time, the Sound of Space, Roald Nasgaard, Olivier Asselin et Michiko Yajima Gagnon, Figure 1, Vancouver, 232 p.[5]

## Honneurs
- 1991 : Chevalier de l'Ordre national du Québec[8]
- 1995 : Prix Paul-Émile-Borduas[9]
- 2002 : Prix du Gouverneur général en arts visuels et en arts médiatiques[10]

## Musées et collections publiques
- Musée d’art contemporain de Montréal[11]
- Musée des beaux-arts de Sherbrooke
- Musée des beaux-arts du Canada[12]
- Musée Laurier
- Musée national des beaux-arts du Québec[13]